# Шурышкарский район
Шуры́шкарский район — административно-территориальная единица (район) и муниципальное образование (муниципальный округ, с 2005 до 2022 гг. — муниципальный район) в Ямало-Ненецком автономном округе России.
Административный центр — село Мужи.

## География
Расположен на западе автономного округа. Граничит на востоке и севере с Приуральским районом ЯНАО; на юге и юго-западе — с Ханты-Мансийским автономным округом — Югрой, в частности, с Белоярским и Берёзовским районами ХМАО; а на западе — c Республикой Коми, в частности, с территориями, подчинёнными городам республиканского значения (городскими округами) Воркута и Инта.
Площадь территории — 54 741 км². Основная водная артерия — река Обь с её рукавами и протоками. Имеются крупные озёра: Шурышкарский Сор, Войкарский Сор, Варчаты, Ванктыёль и другие.

## История
В XVI веке северная часть Шурышкарского района (река Войкар, Шурышкары) входила в состав Обдорского княжевства, до 1595 года. После вошло в состав Русского Царства.
Шурышкарский район образован 10 декабря 1930 года постановлением ВЦИК.
До 1937 года входил в состав Остяко-Вогульского национального округа.
11 февраля 1971 г. Кушеватский сельсовет переименован в Горковский.
28 февраля 1975 г. образован Восяховский сельсовет.
12 октября 1976 г. Сынский сельсовет переименован в Овгортский, Куноватский — в Лопхаринский.

## Население
| 1939  | 1959  | 1970  | 1979  | 1989  | 2002  | 2009  |
| ----- | ----- | ----- | ----- | ----- | ----- | ----- |
| 7444  | ↗8897 | ↗9091 | ↘8709 | ↗9001 | ↗9559 | ↗9985 |
| 2010  | 2011  | 2012  | 2013  | 2014  | 2015  | 2016  |
| ↘9814 | ↘9780 | ↗9807 | ↘9710 | ↘9607 | ↗9651 | ↘9618 |
| 2017  | 2018  | 2019  | 2020  | 2021  |       |       |
| ↘9524 | ↘9423 | ↘9314 | ↗9435 | ↘9084 |       |       |

Часть населения являются кочевниками и живут вне населённых пунктов.

### Национальный состав
| Национальность | Численность (чел.) | % от всего | % от указавших |
| -------------- | ------------------ | ---------- | -------------- |
| Ханты          | 4381               | 44,64%     | 44,91%         |
| Русские        | 2806               | 28,59%     | 28,76%         |
| Коми           | 1755               | 17,88%     | 17,99%         |
| Ненцы          | 171                | 1,74%      | 1,75%          |
| Украинцы       | 159                | 1,62%      | 1,63%          |
| Татары         | 129                | 1,31%      | 1,32%          |
| Немцы          | 82                 | 0,84%      | 0,84%          |
| Белорусы       | 35                 | 0,36%      | 0,36%          |
| Другие         | 237                | 2,41%      | 2,43%          |
| Указали        | 9755               | 99,40%     | 100,00%        |
| Не указали     | 59                 | 0,60%      |                |
| Всего          | 9814               | 100,00%    |                |

## Муниципальное устройство
В рамках организации местного самоуправления в границах района функционирует муниципальный округ Шурышкарский район.
Ранее в 2005—2021 гг. в существовавший в тот период муниципальный район входили 7 муниципальных образований со статусом сельского поселения:
| № | Муниципальное образование | Административный центр | Количество населённых пунктов | Население (чел.) | Площадь (км²) |
| - | ------------------------- | ---------------------- | ----------------------------- | ---------------- | ------------- |
| 1 | Азовское                  | село Азовы             | 3                             | ↘318             | 34,28         |
| 2 | Горковское                | село Горки             | 2                             | ↘1428            | 43,63         |
| 3 | Лопхаринское              | село Лопхари           | 3                             | ↘469             | 80,64         |
| 4 | Мужевское                 | село Мужи              | 7                             | ↗4218            | 28,25         |
| 5 | Овгортское                | село Овгорт            | 6                             | ↘1202            | 66,88         |
| 6 | село Питляр               | село Питляр            | 1                             | ↗535             | 2,03          |
| 7 | Шурышкарское              | село Шурышкары         | 2                             | ↗914             | 53,86         |

В 2022 году все сельские поселения вместе с муниципальным районом были упразднены и преобразованы путём их объединения в муниципальный округ Шурышкарский район (с переходным периодом для формирования органов власти до 1 января 2023 года).

## Населённые пункты
В район входят 24 сельских населённых пункта:
| №  | Населённый пункт | Тип     | Население | Бывшее муниципальное образование |
| -- | ---------------- | ------- | --------- | -------------------------------- |
| 1  | Азовы            | село    | ↘302      | Азовское                         |
| 2  | Анжигорт         | деревня | ↗37       | Мужевское                        |
| 3  | Вершина-Войкары  | деревня | ↘18       | Мужевское                        |
| 4  | Восяхово         | село    | ↘345      | Мужевское                        |
| 5  | Горки            | село    | ↘1415     | Горковское                       |
| 6  | Евригорт         | деревня | ↘5        | Овгортское                       |
| 7  | Казым-Мыс        | деревня | ↘35       | Лопхаринское                     |
| 8  | Карвожгорт       | деревня | ↘4        | Азовское                         |
| 9  | Лопхари          | село    | ↘422      | Лопхаринское                     |
| 10 | Мужи             | село    | ↘3736     | Мужевское                        |
| 11 | Новый Киеват     | деревня | ↘13       | Мужевское                        |
| 12 | Нымвожгорт       | деревня | ↘18       | Овгортское                       |
| 13 | Овгорт           | село    | ↘932      | Овгортское                       |
| 14 | Оволынгорт       | село    | →26       | Овгортское                       |
| 15 | Питляр           | село    | ↗535      | село Питляр                      |
| 16 | Пословы          | деревня | ↘16       | Азовское                         |
| 17 | Сангымгорт       | село    | ↘12       | Лопхаринское                     |
| 18 | Тильтим          | деревня | ↘14       | Овгортское                       |
| 19 | Унсельгорт       | деревня | ↘30       | Шурышкарское                     |
| 20 | Усть-Войкары     | деревня | ↘64       | Мужевское                        |
| 21 | Ханты-Мужи       | деревня | ↘5        | Мужевское                        |
| 22 | Хашгорт          | деревня | ↘13       | Горковское                       |
| 23 | Шурышкары        | село    | ↗880      | Шурышкарское                     |
| 24 | Ямгорт           | деревня | ↘157      | Овгортское                       |

### Упразднённые населённые пункты
В 2006 году в связи с прекращением существования были упразднены населённые пункты: село Ильягорт, деревни Кушеват, Порысьгорт, Сорымлогась.
В конце 2021 года были упразднены деревни Ильягорт, Ишвары, Лохпотгорт.

## Экономика
Экономические показатели в районе низкие. Всё завязано на дотациях.

## Транспорт
Основные виды транспорта в районе — водный (по Оби)с мая по октябрь и авиационный весь остальной период. Автодорог круглогодичного действия нет.

## Культура
В районе 11 библиотек, 10 сельских клубов и домов культуры, 10 общеобразовательных школ, 2 детских школы искусств, Центр народного творчества, музейный комплекс, включающий районный историко-краеведческий музей, Овгортский краеведческий музей им. Е. И. Тыликовой, Природно-этнографический парк-музей "Живун" и дом-музей "Коми изба". Издаётся газета «Северная панорама».

## Археология
На оленьем роге и фрагменте трубчатой кости мамонта , найденных в районе заброшенного посёлка Кушеват на равобережье Кушеватской протоки in situ, трасологической экспертизой выявлены следы человеческой деятельности. Предположительно, кости оленей, мамонтов и фрагмент нижней челюсти бизона можно отнести к интервалу 40—45 тыс. лет назад.

## Местное телевидение
В эфире телеканала «ТРВ-Мужи» (ИТРА «ТРВ-Мужи») выходят новости, репортажи и программы информационного агентства «ТРВ-Мужи» на телеканале "Ямал-Регион", и эфир телеканала «Звезда». Вещание производится по всей территории Шурышкарского района.